# 베를린 장벽
베를린 장벽(독일어: Die Berliner Mauer)은 동독이 1961년 8월 12일 밤에서 13일 새벽 사이에 베를린 한가운데 세운 장벽이다. 처음에는 철조망 형태로 1961년 8월과 9월에 걸쳐 설치되었고, 이후 같은 해 10월부터는 구간에 따라 콘크리트나 벽돌로 된 장벽으로 대체되었다. 장벽의 목적은 서독으로 동독 주민들이 계속 탈출하는 것을 막기 위한 것이었다. 서독인들에게는 "수치의 장벽",동독 정부에 의해 공식적으로는 "반파시스트 방벽"이라고도 불렸다.
장벽은 1945년 7월부터 연합국과 소련이 정한 베를린 분할 경계선을 따라 설치되었으며, 소련 구역 경계선에서 몇 미터 정도 안쪽인 동독령에 설치되었다. 따라서 서베를린을 침범하지 않았기 때문에, 국제법적으로는 동독 정부가 자국 영토 내에서 조치한 것으로 간주되어 불법으로 볼 수 없었다.
이 장벽은 독일 내부 국경선의 일부로서 베를린을 동베를린과 서베를린으로 28년 이상 물리적으로 분단시켰으며, 냉전 시기의 철의 장막으로 나뉜 유럽의 상징적 존재였다. 단순한 벽이 아니라, 복잡한 군사 경계 시설로 구성되어 있었는데, 높이 3.6m의 벽 두 겹, 155km에 걸쳐 서베를린을 완전히 감싼 순찰로, 302개의 감시탑, 경보 장치, 하늘로 향한 철조망, 14,000명의 경비병, 600마리의 경비견으로 무장되어 있었다. 동독 국경수비대와 소련 군인들은 탈출자에게 주저 없이 총을 발사했고, 이 과정에서 몇 명이 사망했는지는 정확히 알려지지 않았다.
소련의 약화, 고르바초프의 페레스트로이카 개혁, 그리고 자유를 요구한 동독 시민들의 대규모 시위는 결국 1989년 11월 9일 베를린 장벽 붕괴로 이어졌다. 이는 자유진영의 믿기 어려운 감탄을 자아냈고, 독일 통일의 길을 열었다. 장벽은 거의 완전히 철거되었지만, 오늘날까지도 베를린 도시 구조 속에 그 흔적이 남아 있다. 베를린 장벽은 냉전의 이념적·정치적 분열의 상징이 되었고, 많은 책과 영화의 소재가 되었으며, 여러 박물관이 이를 기념하고 있다.

## 명칭
1961년 8월에 건설된 베를린 장벽은 감시탑, 철조망, ‘사망 지대’(Todesstreifen), 그리고 탈출을 시도하는 사람들에 대한 총격으로 인해 서방 세계에서 강제수용소에 비견되었다. 이는 동독을 가리켜 ‘붉은 강제수용소’(rotes KZ), ‘울브리히트 수용소’(Ulbricht-KZ), 장벽을 지키는 국경수비대를 ‘울브리히트 SS’(Ulbricht-SS)라고 부르는 표현으로 이어졌다. 장벽이 세워진 그 달, 당시 서베를린 시장 빌리 브란트는 “수치의 장벽”(Schandmauer)이라는 표현을 만들어냈고, 이는 일반적으로 널리 사용되게 되었다.
동독 측에서는 1961년 가을, 독일 사회주의통일당(SED)의 정치국이 중앙위원회 선전부장 호르스트 진더만에게 장벽 건설을 이데올로기적으로 정당화시킬 방법을 마련하라고 지시했다. 진더만은 ‘반파시스트 보호장벽’(antifaschistischer Schutzwall)이라는 표현을 고안해냈다. 그는 1990년 봄 《슈피겔》과의 인터뷰에서 이를 정당화하며 “우리는 피를 흘리고 싶지 않았고, 동독에 존재하던 반파시스트 민주 질서를 유지하고자 했습니다. 그런 의미에서 나는 오늘날에도 여전히 이 표현이 옳다고 생각합니다.”라고 말했다. 서베를린과의 개방된 국경이 동독에 ‘파시스트적 위협’을 가했다는 식의 암시는 사실상 진짜 목적을 은폐하기 위한 것이었다. 진정한 목적은 동독 주민들의 탈출을 막는 것이었다.
이 표현은 1961년 말까지 곧바로 사회주의통일당의 정치 담론에 채택되었다. 발터 울브리히트는 1961년 10월 20일, 모스크바에서 열린 소련 공산당 제22차 당대회에서 이 용어를 공식적으로 사용하였고, 그 직후 동독의 관영 신문 《신독일》에도 등장하였다. 1961년 12월 동독이 발간한 선전 소책자에는 “8월 13일, 반파시스트 보호장벽이 전쟁의 불씨였던 서베를린을 통제하게 되었다”고 적혀 있었다.
1962년 7월 31일 SED 정치국은 장벽 건설 1주년을 기념한 선전 캠페인을 계획하면서, 진더만이 만든 이 표현을 동독 대중을 향한 공식 명칭으로 확정하였고, 이 방침은 동독 말기까지 유지되었다. 1960년대 중반쯤에는 ‘장벽(Die Mauer)’과 같은 다른 명칭들이 공적 언어에서 사라졌고, 대신 '반파시스트 방벽'이라는 표현은 정치적 충성의 상징으로 간주되었다. 이 표현은 선전을 넘어, 교과서와 학문적 저술에도 사용되었다. 다만 1988년에는 학교 교육과정에서 이 표현이 제거되었다.
이와 동시에 동독은 베를린 장벽을 사진찍거나 그리는 등 시각적인 기록을 남기지 못하도록 통제했다. 베를린의 경계시설은 브란덴부르크 문과 함께 찍힌 경우에만 사진으로 허용되었다. 1961년 8월 14일 동독 통신사 ADN이 촬영한 일련의 사진만이 봉쇄 조치를 기록하는 공식 자료로 허가되었다. 그 중에서도, 브란덴부르크 문을 등지고 서쪽을 결연히 응시하는 무장한 노동계급 전투조(Kampfgruppen der Arbeiterklasse) 네 명의 사진은 동독의 미디어 아이콘이 되었고, 그 문은 퍼레이드나 우표에서도 장벽의 상징이 되었다.
1960년대 후반, 빌리 브란트와 에곤 바르가 동독을 향해 '작은 걸음의 정책'을 추진하면서, ‘수치의 장벽(Schandmauer)’이나 ‘울브리히트 강제수용소(Ulbricht-KZ)’ 같은 표현은 사용하지 않게 되었다. 또 1960년대 중반 프랑크푸르트 아우슈비츠 재판이 시작되며 나치 독재에 대한 독일 사회의 성찰이 본격화되면서, 장벽을 나치에 비교하지 않게 된 것이다.

## 배경

### 제2차 세계대전 직후
제2차 세계 대전 종전 후, 독일은 1945년 유럽자문위원회(EAC)의 점령지대 협정과 얄타 회담의 합의에 따라 네 개의 점령지대로 분할되었으며, 이들은 연합국 승전국인 미국, 소련, 영국, 프랑스가 각각 통제하고 관리하게 되었다. 같은 맥락에서 독일의 수도였던 대베를린은 연합군 통제위원회의 소재지로서 네 개의 구역으로 나뉜 도시(‘4개 구역 도시’)가 되었고, 이에 따라 베를린은 소련 점령지대(SBZ)에 속하지는 않았으나, 그 중 하나인 소련 구역을 포함하게 되었다.
1945년 여름에는 점령지대 간 경계선, 즉 이른바 ‘지대 경계선(Zonengrenzen)’이 설정되었으며, 일부 지역에는 차단용 막대기나 흰색-노란색 목재 기둥이 설치되었고, 나무에는 색깔 표시가 그려졌다. 이 경계선을 넘기 위해서는 별도의 허가가 필요했으며, 통근자와 농민을 위한 소규모 통행만이 제한적으로 허용되었다. 소련군 점령 하 독일 행정기구(SMAD)의 명령에 따라 소련 점령지대에서는 국경 경찰이 조직되었고, 이들은 1946년 12월 1일부터 본격적으로 활동을 개시하였다. 이와 함께 총기 사용에 관한 규정도 제정되었다. 소련 점령지대와 서방 점령지대 간의 이동을 위해서는 ‘지대 간 통행 허가서(Interzonenpass)’를 신청해야 했다. 동부 측에는 초기의 국경시설이 설치되었는데, 특히 숲 지역에는 철조망 장애물이 설치되었고, 도로와 길목 등 국경을 넘는 주요 통로에는 도로 차단 장치가 세워졌다.
이후 서방과 새롭게 형성되는 동구권 간에는 여러 층위에서 냉전이 시작되었다. 냉전의 초기 국면에서는 서방 연합국과 소련 간에 상호적인 비난과 갈등이 벌어졌으며, 첫 번째로 해결이 불가능했던 충돌은 전후 배상 문제였다. 당초 네 연합국이 공동으로 회의를 열던 시점에도 배상 문제를 두고 이견이 표출되었으며, 특히 소련은 자신들의 점령지대만으로는 필요한 배상 자원을 충당할 수 없다고 판단하였다. 이에 따라 소련은 1946년과 1947년에 열린 여러 연합국 회의에서 루르 지역의 산업 자원으로부터도 배상을 받을 권리를 요구하였으며, 이는 포츠담 협정에서 계획된 독일 경제의 통일성을 인정하기 위한 전제 조건으로 제시되었다. 이러한 요구는 프랑스만이 수용하였고, 미국과 영국은 이를 거부하였다.
이와 더불어 자본주의와 공산주의라는 서로 다른 사회 체제의 갈등도 문제로 작용하였다. 소련은 소련 점령지대(SBZ)와 베를린 내에서도 계획적으로 공산주의적 사회 구조를 수립하려 하였는데, 이는 서방 열강의 구상 및 베를린 시민 다수의 의지와 상충하였다. 베를린에서 독일공산당(KPD)과 사회민주당(SPD)의 강제 통합 시도가 실패한 이후, 1946년 대베를린 시의회 선거 결과에 따라 SPD 베를린 지부가 주도하는 시정부(Magistrat)가 구성되었고, 이에 따라 1945년 5월 SMAD(소련군정청)가 임명하고 이후 사회주의통일당(SED)이 장악한 베르너 시정부는 해임되었다.
1948년 2월 열린 런던 6개국 회담에서는 서방 열강이 처음으로 독일 서부 지역에 별도의 국가를 수립하는 방안을 논의하였고, 이 회담에는 소련이 초대받지 않아 배제되었다. 이에 대응하여 소련은 1948년 3월, 독일 내 연합국 최고 통제기구였던 연합군 통제위원회에서 탈퇴하였고, 이로써 독일에 대한 연합국 간 공동 통제 체제는 사실상 붕괴되었다. 같은 해 3월, 프랑스가 반대를 철회하면서 세 서방 점령지대는 하나의 연합 지대인 ‘트리조네(Trizone)’로 통합되기로 합의되었다. 약 세 달 후인 1948년 6월 20일, 일반 대중에게는 예고 없이 이 새로운 통합 지대에서 화폐 개혁이 단행되었으며, 이로 인해 서독 마르크가 도입되고 기존의 라이히스마르크는 폐지되었다. 당시 베를린 시정부는 이 화폐 개혁에 어떤 방식으로 참여할지를 두고 아직 입장을 정하지 못하고 있었다.
이러한 화폐 개혁의 결과, 독일은 정치적·경제적으로 두 개의 상호 대립하는 지대, 즉 서로 다른 통화 체제를 가진 두 구역으로 분열되었다. 대베를린 역시 두 개의 통화 구역으로 나뉘었는데, 이는 서방 연합국이 자신들의 점령 구역에서 SMAD가 지시한 동독 마르크(DM-Ost)의 도입을 거부하고 대신 서독 마르크(DM-West)를 별도의 통화로 도입하였기 때문이다. 이로 인해 베를린 시민들 중 거주지와 직장이 서로 다른 통화 구역에 위치한 경우, 다양한 실질적 문제들이 발생하기 시작하였다.
이에 소련은 1948년 6월 24일부터 1949년 5월 12일까지 ‘베를린 봉쇄’를 단행하였으며, 1948년 9월에는 베를린의 실질적인 분단이 이루어졌다. 이후 소련 점령 구역에서는 사회주의통일당(SED)이 권력을 장악하였고, 이 구역은 선전적으로 ‘민주주의 구역(Demokratischer Sektor)’이라는 명칭을 사용하게 되었다. SMAD는 베를린과 소련 점령지대, 그리고 이후의 동독(DDR) 간의 교통을 통제하기 위해 1948년 6월, 브란덴부르크 주경찰을 통해 베를린을 둘러싼 경계선을 설치하였다. 이 경계선은 봉쇄 종료 이후에도 유지되었으며, 1950년 10월부터는 독일 국경경찰(Deutsche Grenzpolizei)이 검문소의 관리 업무를 인수하였다.

### 베를린 봉쇄 이후

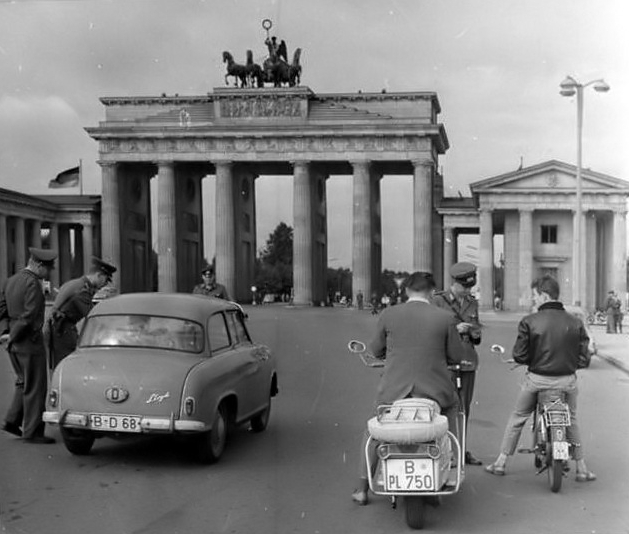
브란덴부르크 문에서의 국경 통제 (동베를린 측, 1961년 8월)

소련의 베를린 봉쇄가 종료된 직후인 1949년 5월 23일, 트리조네 지역에서 독일연방공화국(서독)이 수립되었다. 그해 10월 7일에는 소련 점령지대(SBZ)에서 독일민주공화국(동독)이 창설되었다. 형식상 베를린은 독일군 주둔이 금지된 4개국 공동점령도시라는 지위를 유지했으며, 양 독일 국가들로부터도 독립된 특별 구역으로 간주되었지만, 이는 실제로는 거의 의미가 없었다. 서베를린은 여러 측면에서 독일연방의 하나의 주처럼 기능하였으며, 서독 정부 역시 이를 사실상 연방의 일원으로 간주하였다. 한편, 독일민주공화국 헌법은 베를린을 수도로 규정하였으나, 해당 헌법은 동베를린에는 공식적으로 적용되지 않았다. 그럼에도 불구하고 이후 수년간 4개국 점령 체제가 유지되는 가운데, 동베를린은 사실상 동독의 일부로 편입되어 갔다. ‘독일민주공화국의 수도’라는 명칭은 1958년에 이르러서야 소련에 의해 공식적으로 동베를린에 부여되었다.
독일민주공화국 수립 이후, 수많은 동독 주민들이 독일연방공화국으로 탈출하기 시작하였으며, 이 과정에서 비범하고 종종 목숨을 건 탈출 시도들이 이어졌다.
1952년, 동독 정부는 독일 내 국경선을 철조망, 경계병력, 경보장치 등을 통해 강화하기 시작하였고, 폭 5킬로미터에 달하는 ‘접경 통제구역’을 설치하였다. 이 구역은 주민의 경우에 한해 특별 허가증을 통해서만 출입이 허용되었다. 국경 방향으로는 폭 500미터의 ‘보호지대(Schutzstreifen)’가 추가로 설정되었으며, 국경선 바로 앞에는 폭 10미터의 ‘통제지대(Kontrollstreifen)’가 조성되었다. ‘신뢰할 수 없는’ 주민들은 접경 지역에서 강제 이주 조치를 당했으며, 이는 예컨대 1952년에 실시된 ‘해충 작전(Aktion Ungeziefer)’과 같은 조치를 통해 실행되었다.

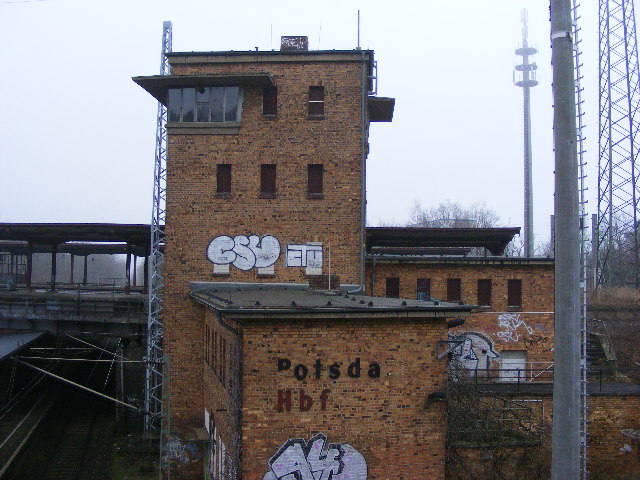
포츠담 피르슈하이데역의 모습 (2009년, ‘중앙역(Hbf)’이라는 표기와 함께)

1952년 이후, 사회주의통일당(SED) 지도부는 서방 점령지구와의 경계를 완전히 차단하는 방안을 검토하기 시작하였다. 그러나 당시에는 소련의 승인이 없었을 뿐 아니라, 교통 기술상으로도 이러한 봉쇄는 실현 가능성이 낮았다. SED 지도부는 1956년에 현재 대부분 폐허 상태인 포츠담 피르슈하이데역을 포츠담 남역으로 확장하고, 1960년에는 이를 ‘중앙역’으로 개칭하였으나, 여전히 독일국영철도는 서방 점령지구를 경유해야만 운행이 가능했다. 서베를린을 우회하는 철도 노선은 1961년 5월에야 완공된 ‘베를린 외곽순환선’을 통해 처음으로 가능해졌다. 이 철도 순환선은 비르켄베르더역, 헤니히스도르프역, 베를린 알브레히트스호프역, 베를린 슈타켄역, 포츠담 중앙역, 텔토우역, 말로역 및 괴를리츠 철도 등의 방사형 노선들과의 연결을 확보하였다. 한편, 당시 서방 점령지구의 영토를 우회하며 실제로 독립적인 교통을 가능케 했던 유일한 인프라 프로젝트는 1950년부터 1952년까지 건설된 하펠 운하(Havelkanal)였다.
그럼에도 불구하고, 동독 인민경찰은 서방 점령지구로 향하는 도로, 철도 및 기타 교통수단에서 집요한 신원 검사를 실시하였으며, 이 과정에서 탈출을 기도하거나 밀수를 시도하는 인물들을 적발하려 하였다. 그러나 서베를린과 동베를린 사이의 경계, 즉 총 길이 45.1킬로미터에 달하는 이른바 ‘섹터 경계선’은 도시 경계선에 해당했고, 베를린과 주변 지역을 가르는 경계는 약 120킬로미터에 이르렀기에 전면적인 감시는 사실상 불가능하였다. 이로 인해 여전히 개방된 상태였던 이 국경선은 탈출을 위한 ‘허점’으로 기능하였다.
그 결과, 1945년부터 베를린 장벽 건설이 시작된 1961년까지 약 350만 명이 동독과 소련 점령지대에서 탈출하였으며, 그 중 약 260만 명은 1949년에서 1961년 사이에 서독 및 서베를린으로 이주하였다. 더불어, 폴란드와 체코슬로바키아 출신의 많은 이들에게도 베를린은 서방으로 향하는 탈출 통로로 기능하였다. 특히 이들 탈출자 가운데는 고등 교육을 받은 젊은 인재들이 많았기 때문에, 이러한 인구 유출은 독일민주공화국의 경제력에 심각한 타격을 주었고, 결국 국가의 존립 자체를 위협하는 요인이 되었다.

### 1959년 이후
소련은 서베를린을 ‘자유시’로 전환하고, 서독으로부터 동독의 국가 승인을 이끌어내며, 최종 평화조약 체결을 달성하는 것을 목표로 하였다. 만약 이러한 제안이 거부될 경우, 소련은 서독 본토와 서베를린을 연결하는 모든 통로에 대한 통제권을 동독 정부에 이양하겠다고 서방국가들을 위협하였다. 이른바 흐루쇼프 최후통첩의 일환이었던 이러한 요구는 1959년 1월 5일 서독 정부에 의해 거부되었으며, 미국 역시 베를린에서의 자국 입장을 철회하는 것을 거부하였다. 이로 인해 소련의 장기적인 외교 전략은 실패로 돌아갔다.
1959년부터 1961년까지의 3년 동안, 독일민주공화국(DDR)의 상황은 다시 악화되었으며, 그 위기는 1952~1953년의 1차 위기보다도 더욱 심각한 수준에 이르렀다. 1차 위기 당시에는, 소련이 자국 국영기업의 동독 이양 과정에서 일부 지급을 면제해주거나, 곡물, 철광석, 코크스 등의 물자를 추가로 공급하는 방식으로 동독을 지원하였다. 1953년 6월 민중 봉기 이후에도, 소련은 재차 지급 의무를 면제하고 물자 지원을 실시하였다. 그러나 이번 위기의 경우, 특히 농업 집단화 과정에서의 정책 실패 등으로 인해 발생한 위기였음에도 불구하고, 소련은 동독에 대한 추가 공급이나 재정적 지원을 제공하지 않았다. 이 위기 상황에 대한 정보는 국가보안부(MfS)가 당과 국가 지도부에 보고한 문서들에서도 확인된다.
베를린 지역에서 또 하나의 주요 문제는 ‘동·서 베를린 출퇴근자’(Grenzgänger)의 존재였다. 1948년 6월 23일 베를린과 소련 점령지구(SBZ)에서 동독 마르크가, 6월 24일 서베를린의 서방 점령지에서는 서독 마르크가 도입되었을 당시, 약 12만 2천 명의 서베를린 주민들이 동베를린이나 베를린 교외에서 근무하며 동독 마르크로 임금을 받고 있었으며(‘동방 출근자’, Ost-Grenzgänger), 반대로 7만 6천 명의 동베를린 주민들이 서베를린에서 일하며 동독 마르크 혹은 점차 비율이 높아진 서독 마르크로 임금을 받았다(‘서방 출근자’, West-Grenzgänger).
서베를린 노동시장에서의 자유로운 직업 선택을 유지하기 위해, 1949년 3월 서방 점령국들은 자국 점령지에서 단계적으로 서독 마르크의 도입을 완료함과 동시에 ‘임금 보전 기금(Lohnausgleichskasse)’을 설립하였다. 이를 통해 동방 출근자들은 자신의 동독 마르크 임금의 60%를 1:1 환율로 서독 마르크로 환전할 수 있었으나, 서방 출근자들은 소득의 10%만을 서독 마르크로 지급받고 나머지는 동독 마르크로 받았다. 베를린 분단 이후, 동방 출근자들은 사회주의 건설이라는 사회주의통일당(SED)의 정치·사회 프로그램에 통합되기 어려웠기 때문에, SED는 대규모 해고와 함께 1952년부터 서베를린 주민들의 동독 진입을 차단하며 이들의 수를 1만 3천 명으로 줄였다.
1961년 당시 동방 출근자의 약 절반은 독일국영철도 소속이었으며, 그 외에는 예술가, 음악가, 고급 과학자 및 기술자, 그리고 기독교 교단 소속 인사들이었다. 이들의 수가 줄어들자, 임금 보전 기금은 서방 출근자에 대한 서독 마르크 환급 비율을 1961년까지 40%로 올릴 수 있었다. 행정적 불이익에도 불구하고, 이들 서방 출근자는 1961년 봄 기준 약 5만 명에 달했으며, 이들은 일반 동독 주민들과 달리 서독이나 서방 국가로의 휴가 여행이나 고급 ‘서독산 제품’ 구매가 가능했다. 사회주의 체제에 통합될 수 없는 이들의 존재는 SED에게 지속적인 골칫거리로 여겨졌다. 이에 따라 SED는 이들을 ‘배신자, 범죄자, 기생충’이라 비난하는 선전 캠페인을 시작하였으며, 장벽 건설을 준비하기 위한 일환으로 이를 활용하였다.
동베를린 시 당국은 문제 해결을 위해 서베를린 시 정부와 공동 위원회를 구성하자고 제안하였으나, 당시 서베를린 시장 빌리 브란트는 “자유로운 직업 선택이 보장된다면 출퇴근자 문제란 존재하지 않는다”며 이를 거부하였다. 이에 따라 동베를린 당국은 1961년 8월 4일, 서방 출근자들이 동베를린에서의 집세와 세금 등을 앞으로 서독 마르크로 납부하도록 명령하였고, 이는 사실상 출근자의 존재를 종식시키는 조치였다.
이와 더불어, 장벽 건설 전 수년 동안 서독으로의 탈출자 수는 급증하였으며, 그중에는 고등 교육을 받은 전문 인력도 다수 포함되어 있었다. 탈출자의 절반은 25세 미만의 청년층이었다. 노동력 부족은 심각한 수준에 이르러, 동독은 경제 운영 자체가 위협받는 상황에 놓였다. 동베를린에서만 4만 5천 명의 노동력이 부족했으며, 이는 국가 차원의 인적·지적 유출 위기로 이어졌다. 이러한 탈출 행렬은 1961년에도 최고조에 달해, 7월 한 달 동안 3만 명이 서독으로 탈출했고, 장벽 건설 직전인 8월 12일 하루 동안 무려 3,190명이 탈출하였다.

## 장벽 건설

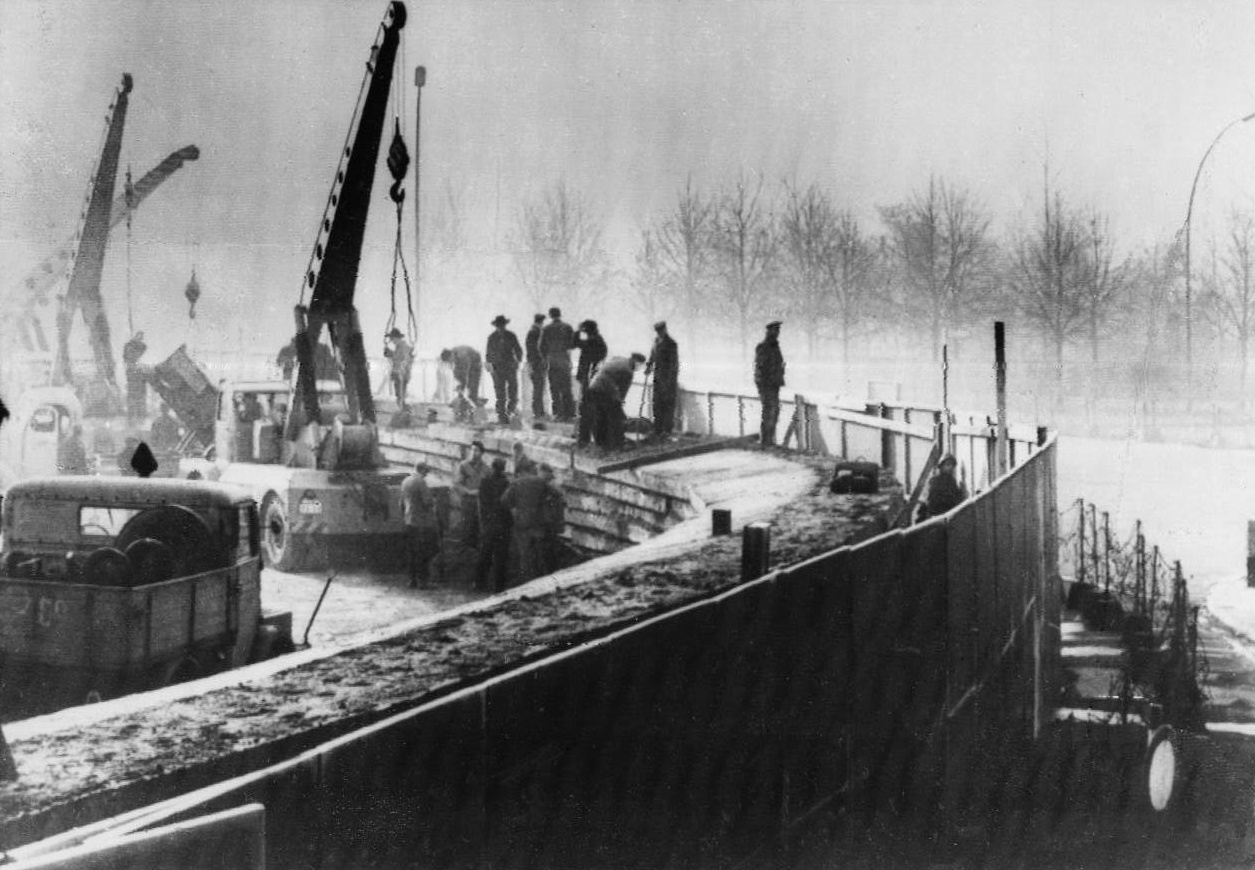
동독 노동자들이 장벽을 건설 중인 모습. (1961년 11월 20일)

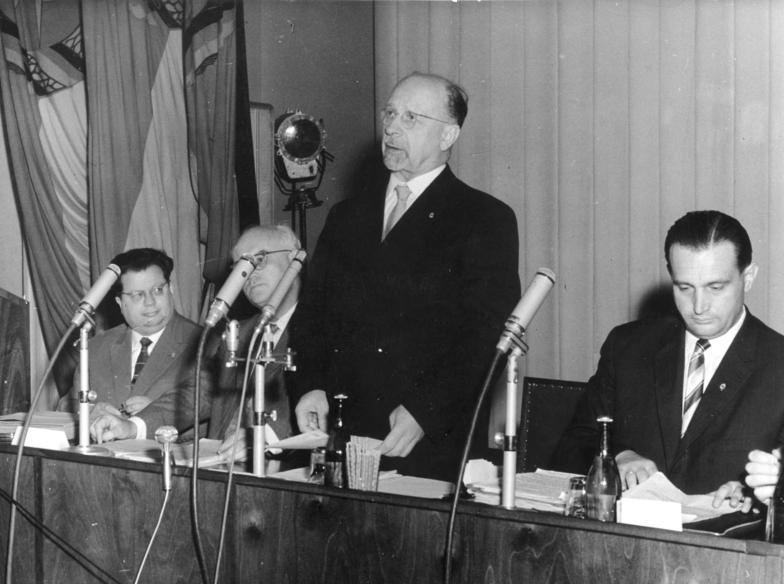
1961년 6월 15일, 동독 국가평의회 의장 발터 울브리히트는 동베를린에서 열린 국제 기자회견에서 서독 언론의 질문에 대해 “아무도 장벽을 세우려는 의도를 가지고 있지 않다”고 발언하였다.

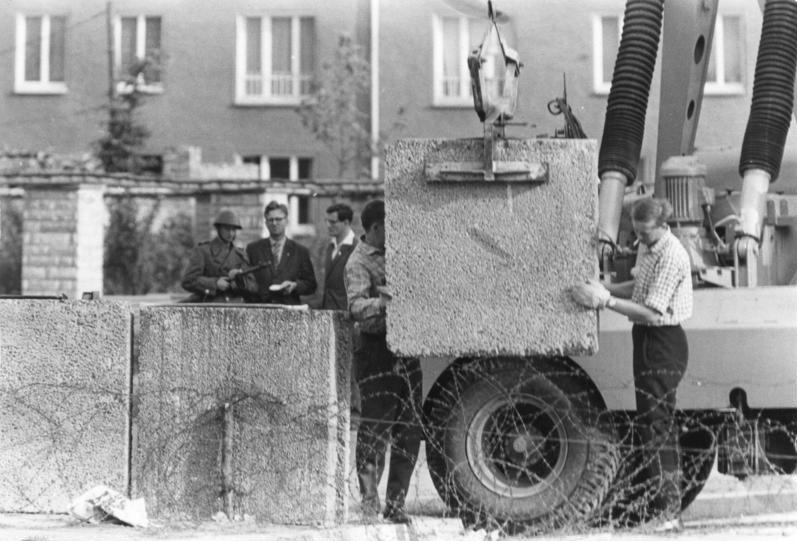
1961년 벽을 쌓고 콘크리트 블록을 세우는 모습

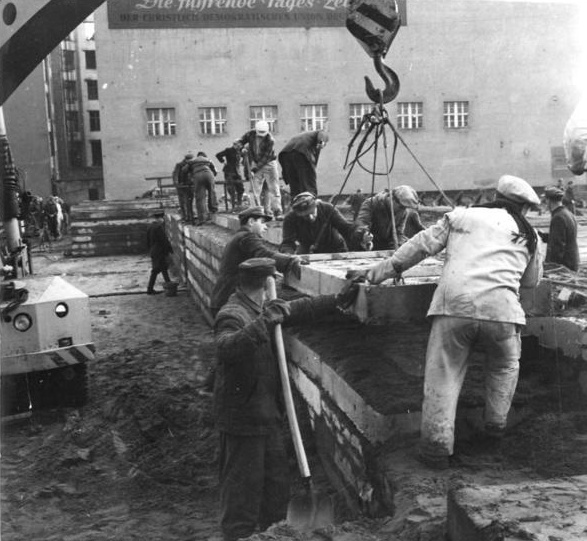
1961년 8월의 건설현장

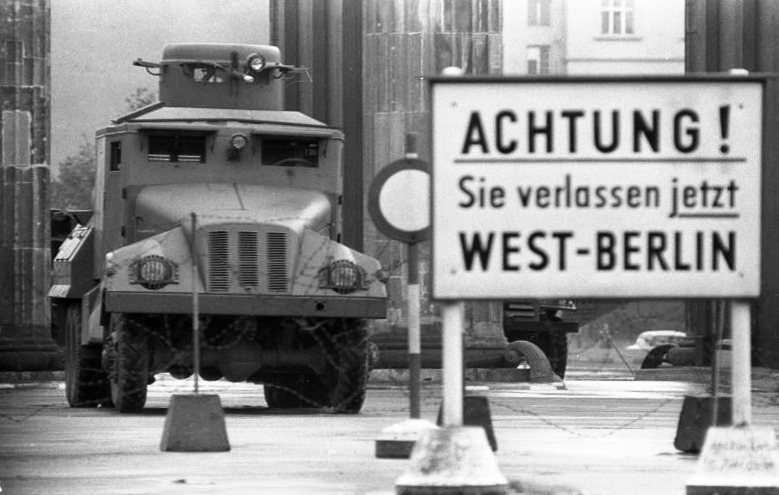
1961년 8월 브란덴부르크 문에 배치된 장갑방수포 G5 SK-2

1961년 8월 3일 모스크바에서 진행된 니키타 흐루쇼프와 발터 울브리히트 간의 회담에서 구역 경계선(섹터 경계선) 폐쇄 결정이 내려졌다. 이는 소련 지도부가 1950년대 중반 이후 오랫동안 해당 조치에 반대해 온 입장을 철회한 것이다. ‘장벽 건설’ 혹은 문자 그대로 ‘서부 경계선의 확보(Sicherung der Westgrenze)’ 계획은 1961년 8월 3일부터 5일까지 개최된 바르샤바 조약기구 회원국 정치 지도자 회의에서 최종적으로 승인되었다. 이 장벽은 동유럽 공산권 지도자들이 이른바 ‘발로 하는 투표’, 즉 사회주의 노동자·농민 국가에서의 이탈을 완전히 차단하기 위한 수단으로 설계되었다.
장벽 건설 계획은 동독 정부의 국가 기밀로 유지되었다. 독일 연방정보국(BND)이 장벽 건설에 대한 최초의 단서를 입수한 것은 건설 3일 전인 1961년 8월 10일이었다. 장벽은 사회주의통일당(SED) 지도부의 명령 하에 인민경찰, 국가인민군, 그리고 노동자 전투단의 일부 병력의 경호 및 감시 속에서 건설되었다. 베를린 장벽 건설 계획은 동독 정부의 국가 기밀로 진행되었으며, 1961년 8월 12일 밤부터 13일 새벽 사이, 서베를린을 둘러싸는 철조망과 바리케이드 설치 작업으로 시작되었다. 이 작전의 암호명은 “만리장성(Muraille de Chine)”이었다.

벽돌공들이 동원되어 경찰과 군인의 감시와 통제 아래에서 작업하였다. 이는 불과 두 달 전인 1961년 6월 15일, 동베를린에서 열린 국제 기자회견에서 동독 국가평의회 의장 발터 울브리히트(Walter Ulbricht)가 서독 기자의 질문에 대해 다음과 같이 부인했던 발언과 정면으로 배치된다.
“질문의 취지를 제가 잘 이해했다면, 독일 서부에 있는 어떤 사람들이 동베를린의 건설노동자들을 동원해 장벽을 세우기를 바란다는 것입니까? 저는 그런 계획에 대해 아는 바가 없습니다. 수도의 벽돌공들은 주택 건설에 전념하고 있으며, 그들의 모든 노동력을 그 일에 쏟고 있습니다. 누구도 장벽을 건설할 계획은 없습니다!”
1961년 8월 13일 독일 사회주의통일당은 서베를린 주위에 국경을 봉쇄하기 시작하여 처음에 가시 철사와 함께 그리고 며칠 후에 벽과 함께 작업을 하였다. 그것은 이 법안이 베를린으로 대량의 탈출로 종말을 놓기를 희망하였다. 그것은 또한 외부 세계로 그 권력을 안정시키고 그 주권을 문서화하기를 원하기도 했다. 그러나 가시 철사와 벽 마저 사람들을 달아나는 것으로부터 멈출 수 없었다. 베를린에서 국경 요새 완벽을 위한 노력들은 1989년까지 지속되었다.

## 국경 요새 확장
장벽이 건설된 후에 마저 독일 사회주의통일당의 리더십은 서부로 향한 이동을 완전히 멈출 수 없었다. 이제 장벽이 베를린에서 친구들과 가족을 갈라놓은 사실에 달아나는 데 동베를린 시민들과 베를린의 외곽들에 사는 주민들에 압박은 더욱 거대해졌다. 이 차례로 국경 요새를 더욱 확장하는 데 독일 사회주의통일당을 이끌었다.하나의 벽으로 시작된 것이 탈출을 방지하는 데 디자인된 복합적 다층 테두리로 발전하였다.
시작에 성공적인 탈출이 일어났을 때 국경의 군인들과 개척자 부대들이 경계 장벽의 뒤에 있는 특정적 장소로 일시적이고 개인적인 장벽을 추가하였다. 1963년 동베를린 쪽에 벽의 뒤에 국경 지역이 설립된 후, 이 지역의 큰 부분들을 차단하는 데 울타리가 추가되었다. 1960년대 중반에 독일 사회주의통일당은 "시야가 막히지 않고 사격 가능 지역이 명확함"과 함께 국경 군인들을 마련한 균일한 국경의 좁고 긴 땅을 만드는 데 몇몇의 건물들을 철거하였다. 이어진 세월 동안 이 국경의 좁고 긴 땅은 지속적으로 확장되고 향상되었다.
1970년대에 두번째 "내벽"이 추가되어 동베를린과 동독으로 국경의 좁고 긴 땅을 차단하였다.
어떤 지역들에서는 개 달리기를 설치하여 감시견들이 길을 막고 다가오는 침입자에 대해 국경 군인들을 경고할 수 있었다.
국경의 좁고 긴 땅이 한 줄의 램프로 밝게 빛이 났었던 밤에 국경 군인들이 어둠에서 어떤이들이 달아나는 것을 더욱 쉽게 볼 수 있도록 하였다. 그림자들은 안쪽을 향한 측면에 하얀색으로 칠해진 양쪽의 벽들에 비하여 더욱 잘 보였다.
망루들은 대략 250m 떨어져 서있어 국경 군인들에게 그들의 국경 부분들을 잘 볼 수 있도록 제공하였다.
망루의 감시원들은 국경의 좁고 긴 땅과 후방 국경 지역을 관찰하였다. 그들은 도망치려는 사람이 있는지 끊임없이 감시하고 있어 초기 단계에서 그들을 탈출을 막는 데 준비되었다. 국경 군인들은 또한 벽의 다른 쪽에 서베를린 영토를 계속 지켜보는 데 기대되었다.
1970년대 후반에 독일 사회주의통일당 리더십은 국경 벽을 재건하였다. 국제적 인정을 기대한 그것은 동독 수도의 이미자가 이제 그들의 금속 격자, 벙커와 차량 장애물과 함께 위협적인 국경 요새들에 의하여 지시를 받는 데 원하지 않았다. 장벽들의 이 타입들은 1983년까지 국경의 좁고 긴 땅으로부터 제거되었다.
그것들은 이제 새로운 벽이 더욱 위대한 "차단 기능"을 가지고 감시가 후방 국경 지역과 전체의 동독을 통하여 향상되었던 것에 탈출들을 막는 데 덜 필수적이었다.
1989년 벽이 무너지기 직전 1980년대 후반까지 동서 베를린 사이에 거의 모든 위협적인 장애물들이 국경으로부터 제거되었다.

## 사격 개시 명령

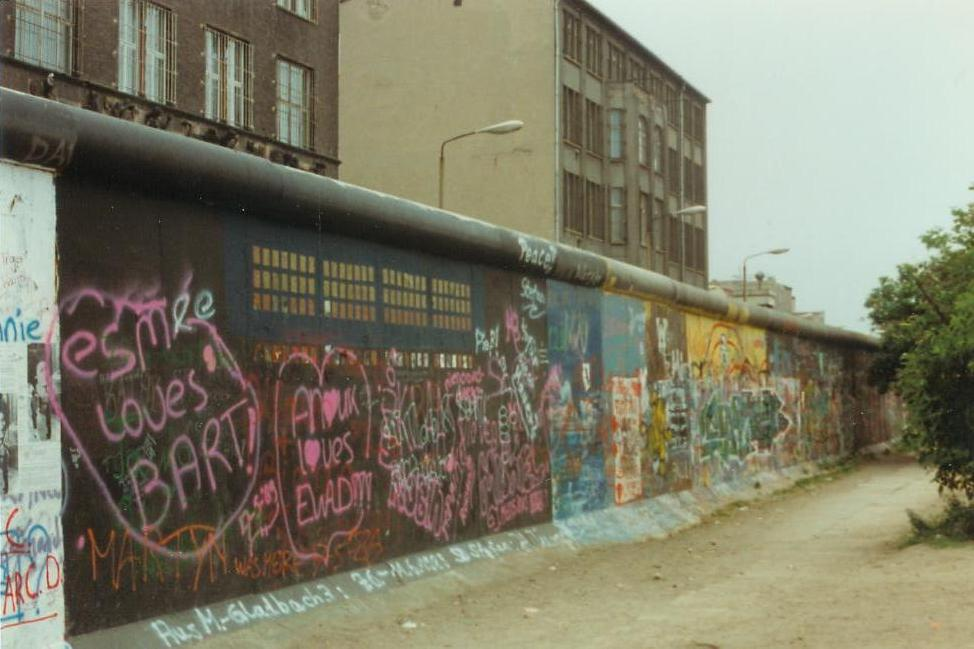
동독에서 탈출하려던 수백명에게 국경경비대가 조준 사격을 가한 울타리와 마주친 "죽음의 띠 독일어 TodeSstreifen 영어 Death strip"

장벽과 국경 요새들은 홀로 탈출들을 막는 데 충분하지 못하였다. 또한 장벽은 달리 탈출을 막을 수 없었다면 그들의 무기들을 이용하는 데 명령을 받은 무장 군인들에 의하여 지켜져야 했다. 서부에서 이것이 "사격 개시 명령"으로 불러졌다.
동독의 서부 국경들에 총기의 사용은 내부 지시문 및 명령에 의하여 규제되었다. 공식적 법률인 "동독 국경법"은 1982년까지 통과되지 않았다. 그러나 1952년에 시작된 변화하는 상황에 구애받지 않고 구두로 지시하는 명령이 만약 국경 경찰과 군인들이 탈출을 방지할 수 없었다면 그들이 달아나는 자를 총쏘는 것을 필요로 한 위치에 있었다.
많은 사람들이 총기 때문에 동독 국경에서 자신들의 목숨을 잃었다. 1961년과 1989년 사이에 베를린 장벽에서 일어난 총 140명의 사망에 달아나는 시도를 한 사람들이 대부분인 피해자 중 91명이 동독의 국경 군인들에 의하여 총을 맞았다. 사격 개시 명령은 1989년 4월까지 해제되지 않았다. 그것은 11월 국경이 개방되었을 때 완전히 쓸모가 없어졌다.

## 1989년 장벽의 붕괴

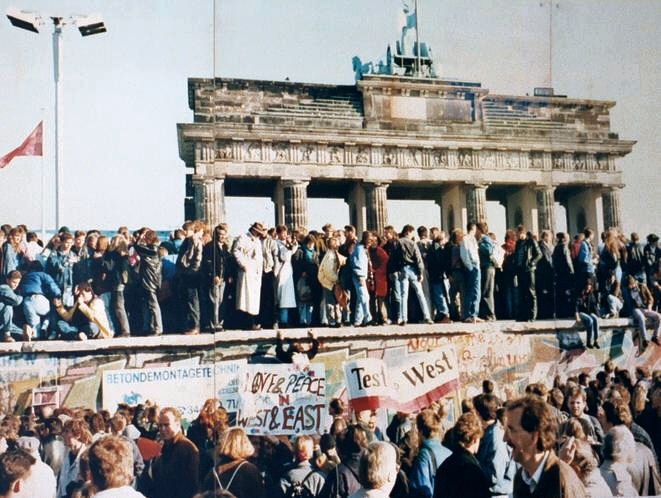
장벽이 무너지기 며칠전 브란덴부르크 문이 보이는 앞에서 장벽의 위에 서있는 베를린 시민들 (1989년)

1975년 헬싱키에서 열린 유럽 안보 협력 회의에서 독일 사회주의통일당은 자유롭게 움직이고 여행의 자유를 즐기는 데 국민들의 권리들로 인정하고 싶지는 않지만 원칙적으로 동의하였다. 그후에 더욱 더 많은 동독의 시민들이 서독으로 영구적으로 이민을 가는 데 신청서를 제출하였다. 1980년대에 동독에서 정치적과 사회적 상황에 대한 날카로운 비판을 표현한 반대 운동이 또한 발달하였다. 환경 오염과 경기 침체에 분노한 일반 대중은 독일 사회주의통일당의 국가에서 멀어졌다. 1980년 11월 독립적 노동 조합 자유 노조가 국가적 인정을 받은 폴란드 같은 다른 동구권에서 비슷한 개발이 이루어지고 있었다.
1985년 소련에서 미하일 고르바초프가 공산당 서기장이 된 후, 동구권에서 정치적 상황이 서서히 변화하기 시작하였다. 고르바초프는 심각한 경제적과 사회적 문제들을 해결하는 데 내부 정치 개혁을 소개하였다. 1988년 그는 바르샤바 조약 기구 회원국들의 제한된 주권을 요구한 소련의 외교 정책의 중앙적인 정치 원칙인 브레즈네프 독트린을 버렸다. 이 변화는 동구권의 국가들이 자신들 소유의 국가 정책을 세우는 것을 허용하였다. 헝가리의 서방으로 이동은 1989년 5월 2일 국경 장벽을 시범적으로 철거하도록 유도하였다. 첫번째 구멍은 철의 장막에서 만들어졌다.
독일 사회주의통일당은 동독에서 소련의 개혁 과정을 채택하는 것에 흥미를 가지지 않았다. 그러나 1980년대 후반에 국가의 자라나는 항의 운동과 서방으로 이주 경향은 1989년 독재 정권에 종말로 가져왔다. 독일 사회주의통일당은 그 시민들에게 여행을 개방하는 것 같이 양보할 수 밖에 없었다. 그해 11월 9일 새로운 여행법이 잘못 발표되었을 때 관중들은 너무 많은 사람들의 맹공격에 열린 국경으로 서둘렀다. 장벽의 붕괴는 동독의 궁극적인 붕괴로 이끌었다.

## 장벽의 철거와 보존된 유물
장벽의 철거는 곧 국경의 개방 후에 시작되었다. 이른바 "장벽을 허무는 자"들은 콘크리트의 조각들을 기념품들로 부셨다. 새로운 국경 통과들이 창조되어 장벽에서 큰 틈을 남겼다. 국경 군인들은 신호 울타리와 기타 국경 장애물을 철거하였다. 동독 정부와 국경 군인들은 둘다 장벽의 마케팅에 관한 방향들을 생각하기 시작하였다. 장벽의 조각들은 전 세계에 팔렸다.
1990년 6월 국경 지대의 체계적인 해체는 베딩 (서베를린)과 미테 (전 동베를린)의 구역들 사이에 있는 아커슈트라세에서 시작되었고 기본적으로 그해 말기까지 끝났다. 동베를린 행정장관은 1990년 역사적 기념으로서 보호 아래 베르나워 슈트라세에 위치를 포함한 장벽의 첫 부분을 배치하였다.

## 갤러리

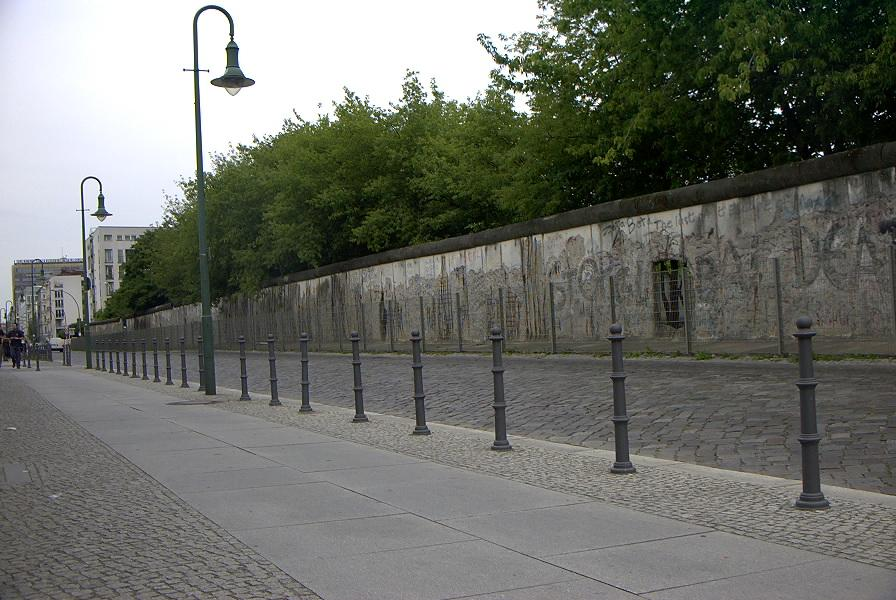
포츠담 광장 근처에 보존된 베를린 장벽의 남은 부분
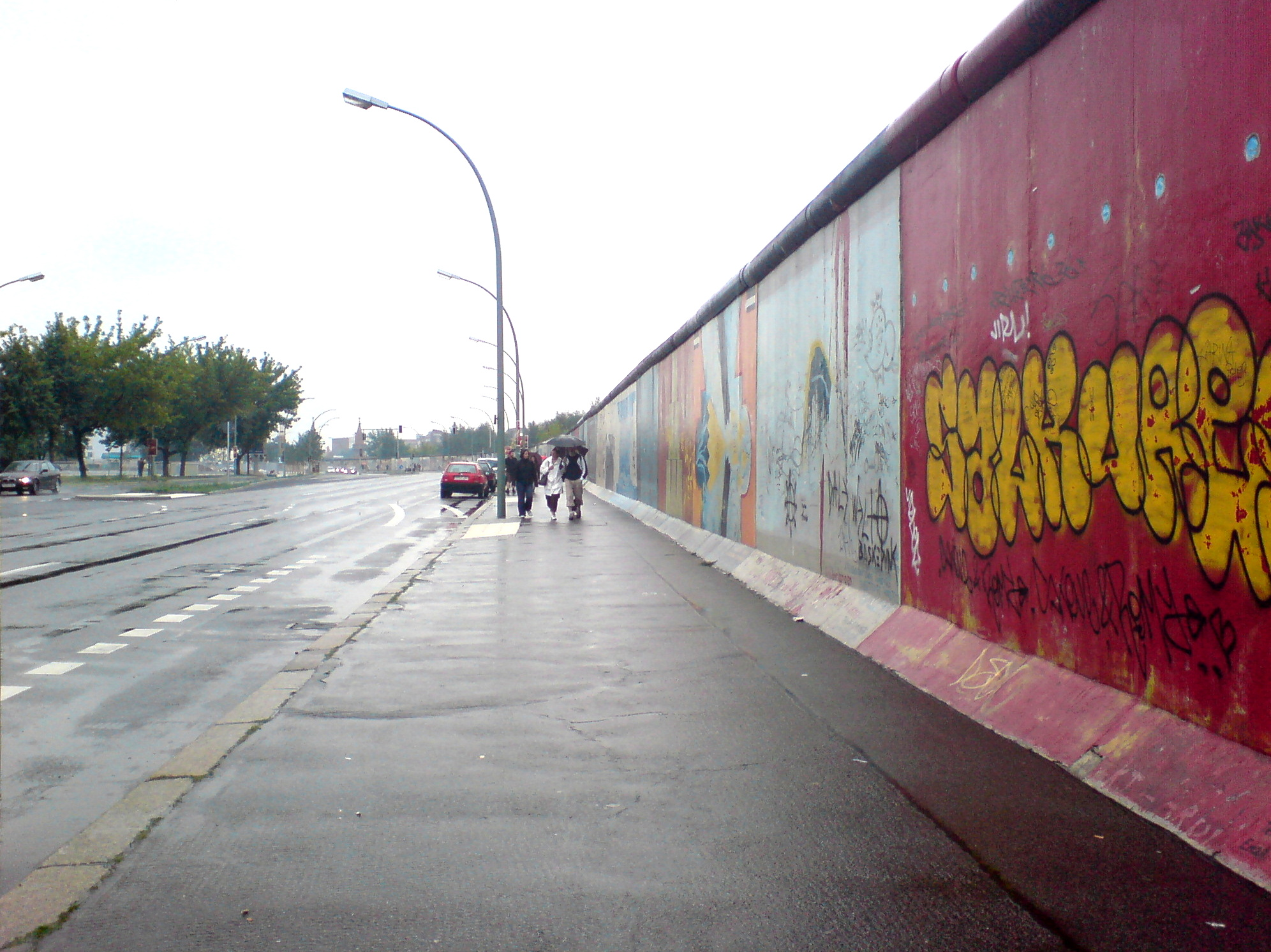
베를린 장벽 일부에 조성된 이스트 사이드 갤러리
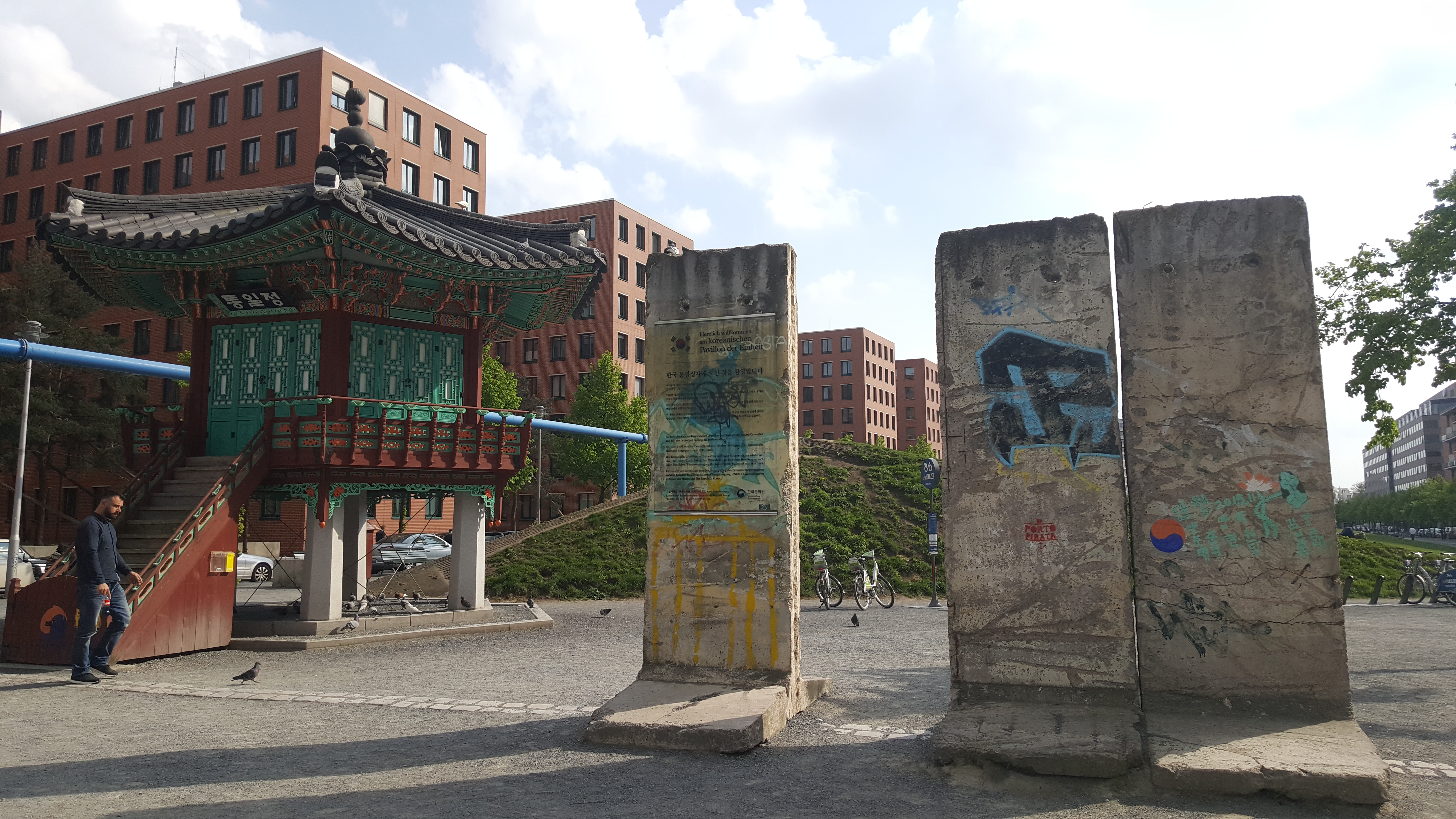
베를린 장벽의 잔해와 한국의 통일을 염원하며 세워진 통일정

## 같이 보기
- 양독국경
- 베를린 봉쇄
- 할슈타인 독트린
- 울브리히트 독트린
- 동방 정책
- 동서독 기본 조약
- 동유럽 혁명
- 범유럽 피크닉
- 동독 월요 시위
- 독일관련 최종해결에 관한 조약 (2+4 조약)
- 독일의 재통일
- 휴전선
- 베를린 장벽에서 사망한 사람 목록